# Empress of Ireland
«Эмпресс оф Айрленд» (англ. RMS Empress of Ireland, Императрица Ирландии) — канадский пассажирский лайнер, 
одно из самых больших судов своего класса, принадлежавшее компании «Canadian Pacific Steamships».
Заложено 29 января 1904 года на верфи судостроительной компании «Fairfields» в Говане (ныне район города Глазго, Шотландия).
Спущен на воду в январе 1906 года, проходил ходовые испытания до 27 июня 1906 года.
Совершал рейсы между Ливерпулем и Квебеком. Комфортабельность помещений, высокая скорость судна, а также современный сервис на борту лайнера снискали ему популярность среди желающих пересечь Атлантический океан.
29 мая 1914 года, во время своего 96-го рейса, «Эмпресс оф Айрленд» столкнулся с норвежским углевозом «Сторстад» (SS Storstad) и через 14 минут затонул в реке Святого Лаврентия (во многих источниках — в заливе Святого Лаврентия) на глубине 40 метров. Из 1477 человек на его борту выжили 463.

## Судно
В 1906 году компания «Canadian Pacific Steamships» спустила со стапелей два новых парохода: «Empress of Britain» («Императрица Британии») и «Empress of Ireland» («Императрица Ирландии»). Суда-близнецы были заложены в 1904 году в Говане.
Длина «Эмпресс оф Айрленд» составляла 174,1 метра от носа до кормы, 19,9 метров — от борта до борта. Водоизмещение — 14 191 тонна. Паровая машина мощностью 18 500 лошадиных сил позволяла развивать скорость 18 узлов (более 30 километров в час).
Для приятного времяпрепровождения на борту корабля имелись библиотека, уютные кафе, музыкальные и курительные салоны, площадка для игры в крикет и детская песочница. Под музыкальный аккомпанемент тапёра пассажирам показывали кинофильмы. Выпускалась даже судовая газета.
Лайнер мог принять на борт 1550 пассажиров: 300 в первый класс, остальные — во второй и третий. В первом классе имелась кожаная мебель, позолоченное дерево, хрусталь, пальмы и резные потолки. Второй класс мало в чём уступал первому. Для мужчин в нём была курительная комната, для женщин — музыкальная комната. Каюты были большими и удобными.
Стоимость судна составляла 375 000 фунтов стерлингов.
В течение 8 лет корабль при открытой навигации на реке Святого Лаврентия совершал 6-дневные трансатлантические рейсы по маршруту Ливерпуль — Квебек. Зимой, когда реку сковывал лёд, он шёл из Англии в Сент-Джон (Нью-Брансуик) и оттуда же возвращался в Ливерпуль. На пересечение Атлантики от Ливерпуля до Квебека у лайнера уходило 6 суток. За 8 лет службы лайнер перевёз в Канаду почти 118 000 человек.
После гибели «Титаника» на «Эмпресс оф Айрленд» было установлено новейшее оборудование для обнаружения айсбергов. Корабль снабдили 2212 спасательными жилетами (при максимальном количестве пассажиров — 1550 человек) и 36 спасательными шлюпками, вмещавшими в общей сложности 1866 человек. Трюм был разделён на 11 отсеков, опасность затопления могла возникнуть только в том случае, если вода полностью заливала два из них. Команда ежемесячно посещала тренировочные занятия по спасению на водах. Ни один из номеров кают не заканчивался на 13.
Перед выходом в последний рейс в течение недели трюм парохода заполнили 1100 тоннами различных грузов, среди которых было 7000 фунтов свежего мяса и курятины. В специальное хранилище были помещены 212 серебряных слитков, доставленных с шахты в провинции Онтарио. Багаж пассажиров заносился на судно вручную. 87 пассажиров разместились в каютах первого класса, 253 — второго и 717 — третьего.

## Пассажиры
Первый класс
1. Лоуренс Ирвинг[англ.], сын выдающегося английского актёра Генри Ирвинга, поставивший в Канаде имевшую грандиозный успех мелодраму «Тайфун». Домой Лоуренс должен был вернуться другим пароходом (на лайнере «Тевтоник»), но в последний момент поменял билеты, отдав предпочтение более комфортабельному судну[3].
2. Этель Патон, жена канадского текстильного магната и «королева» аристократии Шербрука.
3. Сэр Генри Сетон-Карр[англ.], член палаты лордов британского парламента, известный путешественник, охотник и писатель.

Второй класс
Во втором классе размещались 167 офицеров Армии спасения, отправлявшейся на конгресс в Лондон, во главе с Дэвидом Рисом (англ. David Rees), который взял с собой в Великобританию жену и трёх детей.
Третий класс
В третьем классе в основном находились мигранты.
В 1995 году умерла последняя из выживших, Грейс Ханаган, которой на момент катастрофы было 7 лет.

## Катастрофа
Роковой 96-й рейс «Эмпресс оф Айрленд» начался 28 мая 1914 года в 16:30 по местному времени. На его борту находились 1477 человек — 1057 пассажиров и 420 членов экипажа. Когда лайнер отошёл от причальной стенки квебекского порта, стояла хорошая погода, видимость была отличной, а реку Святого Лаврентия покрывал лёгкий бриз. Однако после обеда похолодало, на реке появился туман.
В 23:00 пассажиры легли спать. Приблизительно в 01:53 29 мая в 20 милях от канадского города Римуски при изменении курса вперёдсмотрящий доложил, что видит огни встречного судна, поднимающегося вверх по течению. Скорее всего, капитан лайнера скомандовал дать задний ход и просигналил тремя гудками о произведённом им манёвре, но было уже поздно.
В 02:01 из тумана неожиданно возник нос углевоза «Сторстад» (SS Storstad), который на полном ходу врезался в центр правого борта лайнера. От сильного удара в борту «Эмпресс оф Айрленд» образовалась пробоина. Котельные отсеки были почти сразу затоплены.
«Сторстад» дал задний ход, его носовая часть выдернулась из пробоины в борту «Эмпресс оф Айрленд», и вода в пробоину площадью около 30 кв. метров стала поступать сильнее. 
В 02:06 по местному времени лайнер дал сильный крен на правый борт, на воду удалось спустить всего 4 шлюпки с пассажирами. 
Через 14 минут после столкновения, в 02:15 29 мая, «Эмпресс оф Айрленд» затонул с креном на правый борт в 5 милях от лоцманской станции Файзер-Пойнт. Выжили только 463 человека (217 пассажиров и 248 членов экипажа), среди которых оказалось только 4 детей (из 134 имевшихся на борту) и 42 женщины (из 279 имевшихся на борту); остальные 1012 человек (840 пассажиров и 172 члена экипажа) погибли.
Большинство выживших были подобраны шлюпками со «Сторстада», остальных подобрали пришедшие на помощь грузовые суда «Юрека» (англ. Eureka) и «Леди Эвелин» (англ. Lady Evelyn), стоявшие под парами на станции Файзер-Коинс.

## Расследование
16 июня 1914 года в Канаде состоялось слушание дела по факту гибели лайнера «Эмпресс оф Айрленд». Лоцманской команде «Сторстада» было выдвинуто обвинение в гибели лайнера. В число подозреваемых попал и выживший капитан «Эмпресс оф Айрленд» Генри Кендалл.
Контроль над спорными слушаниями осуществлял сэр Джон Бигэм (John Bigham, 1st Viscount Mersey), снискавший славу тем, что осуществлял контроль над Международным соглашением по безопасности жизни в море в 1913 году, и тем, что возглавлял официальные разбирательства по многим другим фактам гибели судов, среди которых были катастрофы «Титаника» и «Лузитании» (процессы проходили в Лондоне в 1912 и 1915 годах соответственно).
Команды пассажирского лайнера и углевоза обвинялись в несоблюдении правил движения судов на реке во время тумана.
Капитан «Эмпресс оф Айрленд» Генри Кендалл утверждал, что держался как можно ближе к берегу, при наступлении тумана снизил скорость, а при получении сигнала о приближении встречного объекта дал задний ход и просигналил тремя гудками о произведённом им манёвре, чтобы через 8 минут полностью остановиться. Причиной столкновения Кендалл называл высокую скорость движения «Сторстада» и изменение его курса, что позволило углевозу врезаться в обшивку правого борта под углом почти 90°. Лоцманы «Сторстада» настаивали на том, что «Эмпресс оф Айрленд» не держался берега, не снижал скорость, а наоборот, плыл в центр канала на северо-восток, преграждая курс «Сторстаду».
В 1914 году положение судов в тумане или темноте определялось огнями: белые огни, установленные на двух главных мачтах, в сочетании с красным и зелёным огнями указывали соответственно левый или правый борт судна. Той ночью оба капитана (Генри Кендалл и Томас Андерсен (норв. Thomas Andersen)) должны были поступить согласно существующему правилу (см. схему) «зелёный к зелёному». Поскольку на реке был туман, что же случилось на самом деле, так и осталось невыясненным.
Канадская компания выиграла судебное дело против компании A. F. Klaveness & Co, владельца «Сторстада». Суд обязывал владельца выплатить Канаде 2 000 000 долл. Неспособная заплатить по счетам, компания была вынуждена продать нуждавшийся в ремонте «Сторстад» за 175 000 долл. и объявить себя банкротом.

## Причины катастрофы

### Объективные причины
- Плотный, непроницаемый туман.
- Позднее время, внезапность катастрофы, слишком быстрое развитие событий (многие пассажиры уже спали).
- Через несколько минут после столкновения вышла из строя динамо-машина (работала всего 8 минут), и в итоге пассажиры были вынуждены искать спасения практически во тьме. Позже было установлено, что из 717 пассажиров с нижних палуб около 600 человек так и не смогли выбраться наверх из лабиринтов многочисленных проходов[1][4].

### Субъективные причины
- Главной субъективной причиной столкновения было грубое несоблюдение правил маневрирования судами в условиях сильного тумана.
- Быстро увеличивающийся крен судна и изношенные крепления не дали возможности вовремя спустить на воду большинство шлюпок.

## Место катастрофы
48°37′19″ с. ш. 68°24′11″ з. д.
В отличие от «Титаника», добраться до которого из-за глубины можно только в батискафе, к «Эмпресс оф Айрленд» может получить доступ любой квалифицированный водолаз. Первые погружения начались ещё в июне 1914 года (по причине небольшой глубины грот-мачта и трубы корабля какое-то время были видны под поверхностью воды, что позволяло легко найти его), когда к месту катастрофы стали спускаться водолазы Квебекской спасательной компании (англ. Quebec Salvage Company), а также подводные мародёры. В условиях сильного подводного течения и плохой видимости водолазам всё же удалось поднять на поверхность 318 сумок с почтой и 212 серебряных слитков, на общую сумму около 150 000 долларов США (эквивалент 1 099 000 долларов на 2013 год с учётом инфляции).
21 июня один из водолазов, 32-летний Эдвард Коссабум (англ. Edward Cossaboom), погиб в результате несчастного случая при погружении; предположительно, он упал с борта судна на дно реки, при этом его воздушный шланг оказался перекрыт.
В 1964 году останки судна вновь посещались группой канадских водолазов, которых заинтересовала статья в газете «Сан», посвящённая 50-летию трагедии. На поверхность был поднят медный звонок. В 1970-х годах водолазами другой группы были найдены и подняты кормовой дальномер, части радиотелеграфа Marconi Company, медный иллюминатор и компас.
С тех пор экспедиции к затонувшему судну стали регулярными. Несколько канадских компаний, специализирующихся на подводных погружениях, предлагают за деньги спуск к покоящемуся на глубине более 40 метров лайнеру. C 1999 года место гибели лайнера объявлено историческим памятником провинции Квебек. С этого времени поднимать обломки и любые вещи с «Эмпресс оф Айрленд» запрещено.
В 2000 году место катастрофы посетил доктор Роберт Баллард, директор Института океанологии города Вудс-Холл (Массачусетс). Он обнаружил, что большая часть останков судна покрылась илом. Он также выяснил, что «охотники за сокровищами» продолжают извлекать различные экспонаты, от креплений до останков людей. Поскольку это наносило различный урон останкам, то в 1999 году судно было объявлено объектом археологического и культурного значения и внесено в реестр исторических памятников Канады.
В 2004 году была выставлена на аукцион за 1 500 000 долларов коллекция вещей с «Эмпресс оф Айрленд», принадлежащая дайверу из Квебека Филипу Бодри.
Музей, посвящённый гибели корабля, находится в канадском городе Римуски недалеко от места крушения.

## Факты
- Рассказывают, что 28 мая 1914 года, перед выходом «Эмпресс оф Айрленд» в плавание, с лайнера сбежала на берег кошка Эмми, жившая на нём уже 2 года. Один из стюардов вернул её на борт, но она вновь оказалась на пристани. Чуть позже её заметили ещё раз: она сидела на причале и смотрела в сторону спускавшегося по реке лайнера[1].
- Интересна история кочегара Фрэнка Тауэра, якобы пережившего не только катастрофу «Эмпресс оф Айрленд», но и катастрофу «Титаника», и торпедирование «Лузитании»[10]. Человека с таким именем в экипаже «Эмпресс оф Айрленд» не было, однако реальный кочегар Уильям Кларк (англ. William Klark) действительно спасся сначала с «Титаника», а затем с «Эмпресс оф Айрленд»[11][12].
- До того, как принять под командование лайнер «Эмпресс оф Айрленд», капитан Генри Кендалл командовал лайнером «Монтроз»[англ.], ходившим по этому же маршруту (Ливерпуль — Квебек). Во время одного из рейсов Кендалл случайно узнал в одном из пассажиров Харви Криппена, разыскиваемого в Великобритании за убийство, о чём он с помощью радиосвязи сообщил лондонской полиции. По легенде, британские сыщики перехватили Криппена именно на борту «Монтроза» в территориальных водах Канады (входившей тогда в состав Британской империи), и когда они уводили его на лоцманский катер, то Харви Криппен, увидев капитана Кендалла и зная о его роли в его аресте, крикнул Кендаллу, что тот тяжело пострадает на месте его (Криппена) ареста[13].